# چیاسرنا
چیاسرنا (به ایتالیایی: Chiaserna) یک منطقهٔ مسکونی در ایتالیا است که در استان پزارو و اوربینو واقع شده‌است. چیاسرنا ۳۱۴ نفر جمعیت دارد و ۴۸۴ متر بالاتر از سطح دریا واقع شده‌است.